# Pessoux
Pessoux (en wallon Pessou) est une section de la ville belge de Ciney située en Région wallonne dans la province de Namur.
C'était une commune à part entière avant la fusion des communes de 1977.
À Jannée, qui est un hameau faisant partie du village de Pessoux, se trouve aussi le château de Jannée.

## Géographie
Pessoux est situé à 20 km de Dinant et à 6 km de Ciney. Le sol est calcaro-schisteux et le village est exclusivement agricole.
Le village possède deux hameaux : Jannée et Trisogne.
Son altitude est de 340 mètres au château d'eau (point culminant).

## Évolution démographique
- Source: DGS, 1831 à 1970=recensements population, 1976= habitants au 31 décembre

## Histoire

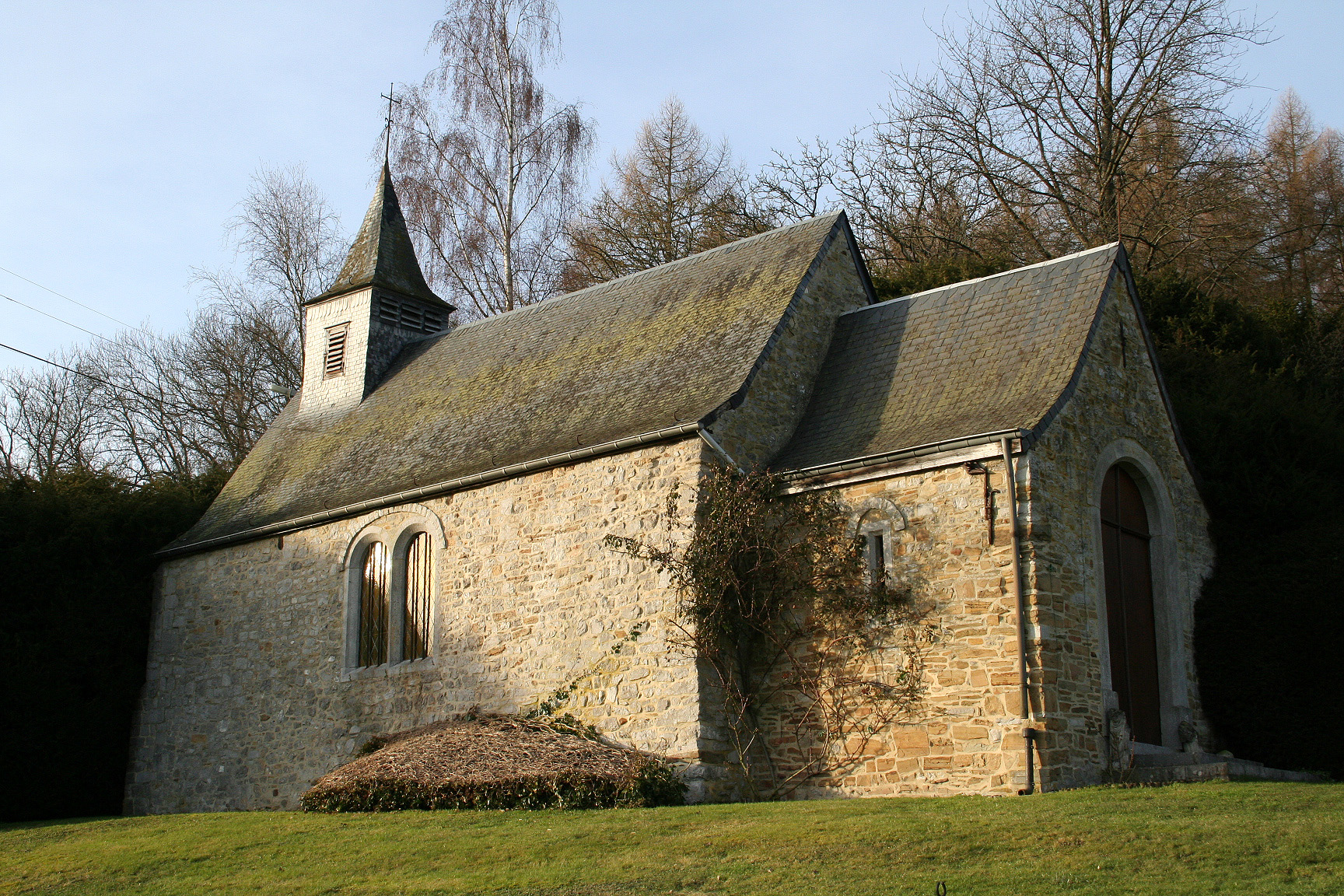
La chapelle castrale (XVIe siècle).

### Seconde Guerre mondiale
Lors de la Seconde Guerre mondiale, au cours de la Bataille de France, Pessoux est prise le 12 mai 1940 par les Allemands de la Voraus-Abteilung Werner (avant-garde de la 5e Panzerdivision de Max von Hartlieb-Walsporn). Durant l'occupation qui en résulte, le 27 août 1944 dans la matinée, venant de Haversin, un groupe, principalement composé de SS, s'arrête dans le village de Pessoux, à la sortie de l'église où dans leurs maisons, 42 hommes au total, sont déportés en Allemagne. Sept seulement en reviendront. Le même jour dans l'après-midi, 2 000 SS allemands, wallons et flamands se ruent à l'assaut contre 140 "maquisards" dans le bois de Jannée. Un échec sanglant est infligé aux SS : 187 tués et blessés. Le maquis quant à lui comptait cinq tués et six blessés.
Deux monuments – l'un à Pessoux, l'autre à Jannée – gardent le souvenir des disparus.

## Patrimoine et culture

### Culture

#### Télévision
Le FC Pessoux participe, en 2017, à l'émission de téléréalité Les Héros du gazon, consacrée aux pires équipes de football en Belgique.

## Économie
Le village abrite environ 650 habitants et est essentiellement agricole.